# The Best of L'Arc-en-Ciel 1998-2000
The Best of L'Arc-en-Ciel 1998-2000 är det best albumet av L'Arc-en-Ciel. Det gavs ut 19 mars 2003 på Ki/oon Records. Den inskränkt upplaga endast är med DVD. Det var utsläppt med "The Best of L'Arc-en-Ciel 1994-1998", "The Best of L'Arc-en-Ciel c/w" samtidigt.

## Låtllista
| Nr | Titel                                                   | Text     | Musik    |
| -- | ------------------------------------------------------- | -------- | -------- |
| 1  | Dive to Blue                                            | Hyde     | Tetsu    |
| 2  | Honey                                                   | Hyde     | Hyde     |
| 3  | Shinshoku ~Lose Control~ (浸食 ~lose control~ Erosion?) | Hyde     | Ken      |
| 4  | Kasou (花葬 Blommajordfästning?)                        | Hyde     | Ken      |
| 5  | Snow Drop                                               | Hyde     | Tetsu    |
| 6  | Forbidden Lover                                         | Hyde     | Ken      |
| 7  | Heaven's Drive                                          | Hyde     | Hyde     |
| 8  | Pieces                                                  | Hyde     | Tetsu    |
| 9  | Trick                                                   | Yukihiro | Yukihiro |
| 10 | Driver's High                                           | Hyde     | Tetsu    |
| 11 | Love Flies                                              | Hyde     | Ken      |
| 12 | Neo Universe                                            | Hyde     | Ken      |
| 13 | Finale                                                  | Hyde     | Tetsu    |
| 14 | Stay Away                                               | Hyde     | Tetsu    |
| 15 | Get out from the Shell -Asian Version-                  | Hyde     | Yukihiro |

## DVD Låtllista (Inskränkt Upplaga Endast)
| Nr | Titel | Musik * |
| -- | --- | ------- |
| 1  | Lies and Truth (Video Clip)                                                                                    | Ken     |
| 2  | Natsu no Yuutsu [Time to Say Good-Bye] (Video Clip) (夏の憂鬱 [time to say good-bye] Fördjupning av Sommaren?) | Ken     |
| 3  | Kaze no Yukue (Video Clip) (風の行方 Whereaboutsen av Linda?)                                                  | Ken     |

* Alla text vid Hyde.